# نلسون اوورا
نلسون اوورا (انگلیسی: Nelson Évora؛ زادهٔ ۲۶ آوریل ۱۹۸۴) یک ورزشکار دو و میدانی اهل پرتغال، قهرمان المپیک پکن است.